# Harold French Dodge
Harold French Dodge (Lowell, 23 gennaio 1893 – 10 dicembre 1976) è stato uno statistico statunitense.
È stato uno dei fondatori del controllo statistico di qualità.

## Biografia
Nel 1916 Dodge consegue la laurea in electrical engineering presso il Massachusetts Institute of Technology e nel 1922 il master in fisica e matematica presso l'Università di Columbia.
Dal 1958 al 1970 Dodge è professore di matematica statistica applicata presso lo Statistics Center of the Graduate School at Rutgers. Nel 1961-1962 è consulente per la qualità presso la NASA.
Nel 1971 viene insignito dello Samuel S. Wilks Award dalla American Statistical Association.

## Scritti
- A Sampling Inspection Plan for Continuous Production, in The Annals of Mathematical Statistics, 1943
- Sampling inspection tables: single and double sampling, 1946, coautore Harry G. Romig

| Controllo di autorità | VIAF (EN) 63300354 · ISNI (EN) 0000 0000 8249 9917 · LCCN (EN) n97110826 · J9U (EN, HE) 987007583230605171 · NDL (EN, JA) 00521229 |